# Shukla
El término sánscrito shuklá significa ‘blanco’. También representa la Luna llena, como opuesto a krisná (‘oscura’) o luna nueva.

## El «Iáyur-veda blanco»
El Shuklá-iáyur-veda es una parte del Iáyur-veda (uno de los cuatro Vedas, que se dedica a los sacrificios de fuego). La mayor cantidad de shuklá-iáyurvedis (seguidores del Iáyur-veda blanco) se encuentran en la ciudad de Nasik, en las riberas del río Godavari (India).

## Sacerdote blanco
En la India antigua, shukla era el grado más alto (como si fuera un PhD actual) que se confería a aquellos bráhmanas que habían completado su conocimiento de las cuatro Vedas y habían obtenido una educación más extensa, habiendo viajado por lo menos durante once años.
Los shuklas, incluso en la India de hoy en día, son reconocidos como «altos sacerdotes», dirigidos solo por Shankará Acharia (788-820).
- Datos: Q3634430
- Multimedia: Pakshas / Q3634430